# Guy Williams
Guy Williams, właśc. Armando Joseph Catalano (ur. 14 stycznia 1924 w Nowym Jorku, zm. 30 kwietnia 1989 w Buenos Aires) – amerykański aktor i model. Grywał zawadiackich bohaterów akcji w latach 50. i 60. XX wieku. Odtwórca roli tytułowej w serialu The Walt Disney Company Zorro (1957–61). Wystąpił jako ojciec rodziny Robinsonów w serialu fantastycznonaukowym CBS Zagubieni w kosmosie (Lost in Space, 1965–68).
2 sierpnia 2001 otrzymał własną gwiazdę w Alei Gwiazd w Los Angeles znajdującą się przy 7080 Hollywood Boulevard. 

## Życiorys

### Wczesne lata
Urodził się na nowojorskim Manhattanie jako syn Clary Judith „Clare” Catalano i brokera ubezpieczeniowego Attilia Catalano. Jego rodzice byli włoskimi emigrantami z Mesyny na Sycylii. Jego ojciec był zamożnym plantatorem drewna w Mesynie, który nabył grunty w stanie New Jersey. Jego rodzice, którzy przybyli z wyspy Sycylii, żyli wówczas w ubóstwie. Dorastał z siostrą Valerie w dzielnicy Małe Włochy w Bronx. 
Uczęszczał do nowojorskiej Public School 189, gdzie wyróżniał w matematyce. Później uczył się w George Washington High School w Nowym Jorku, a od czasu do czasu pracował przy fontannie z napojami gazowanymi. Następnie kontynuował edukację w Akademii Wojskowej Peekskill, gdzie był entuzjastycznym studentem. Interesował się futbolem amerykańskim i szachami.

### Kariera
Pracował jako spawacz, księgowy i inspektor części lotniczych podczas II wojny światowej, Williams został sprzedawcą w dziale bagażowym w firmie Wanamaker’s. Tam postanowił wysłać swoje zdjęcia do agencji modeli. Szybko odniósł wielki sukces, wykonując zadania, których efektem były zdjęcia w gazetach i magazynach, w tym w „Harper’s Bazaar”, a także na billboardach i okładkach książek. W 1940 przyjął nazwisko Guy Williams za radą swojego agenta Henry’ego Wilsona po tym, jak reżyser odmówił obsadzenia go z powodu jego pseudonimu na ekranie, Guido Armando, który brzmiał „zbyt obco”.
W 1946 jako 23–latek podpisał roczny kontrakt oferowany przez MGM i przeniósł się do Hollywood. Rok później zagrał główną rolę pilota w filmie dokumentalnym Normana Tauroga Początek lub koniec (The Beginning or the End, 1947), opowiadającym o pierwszej amerykańskiej zrzuconej bombie atomowej. Do 1950 Williams kręcił niektóre z pionierskich reklam telewizyjnych. W 1952 podpisał nowy roczny kontrakt z Universal–International. Pojawił się także w jednym z odcinków serialu ABC Lone Ranger (1955), grając miejskiego szeryfa Willa Harringtona. 
Wystąpił w westernach: The Mississippi Gambler (1953) w reż. Rudolpha Maté, Człowiek z Alamo (The Man from the Alamo, 1953) w reż. Budda Boettichera i The Last Frontier (1955) w reż. Anthony’ego Manna. Przełomem w karierze okazała się tytułowa rola w serialu The Walt Disney Company Zorro (1957–61). 
W 1964 został następnie uznany przez producentów Bonanzy za potencjalnego następcę Pernella Robertsa w serialu i został obsadzony w roli urodzonego w Meksyku kuzyna Willa Cartwrighta w pięciu odcinkach. W 1963 zagrał tytułową postać w wyprodukowanym w Niemczech międzynarodowym filmie Kapitan Sindbad (Captain Sinbad). Od 8 września 1965 do 6 marca 1968 występował jako profesor John Robinson w serialu fantastycznonaukowym Zagubieni w kosmosie (Lost in Space).

## Życie prywatne
W 1948, aby reklamować papierosy podczas jazdy na nartach, Williams odbył długą podróż filmową w towarzystwie Janice Cooper, modelki Johna Roberta Powersa. Podczas długich sesji fotograficznych zakochali się w sobie, pobierając się 8 grudnia, tuż po powrocie do Nowego Jorku. Mieli dwoje dzieci, Guya Stevena (ur. 18 grudnia 1952) i Antoinette „Toni” (ur. 1958). W 1983 doszło do rozwodu.

### Śmierć
W 1989, po spędzeniu samotnych miesięcy w Argentynie, doniesiono, że Williams zniknął. Miejscowa policja przeszukała jego mieszkanie w Recoleta 6 maja 1989, znajdując jego ciało. Zmarł na tętniaka mózgu. Dzięki dużej popularności w Argentynie jego prochy spoczęły przez dwa lata na cmentarzu Argentine Actors' Society na cmentarzu La Chacarita, Actor Pantheon & Crypt 278. W 1991, zgodnie z jego życzeniem, prochy rozsypano nad Oceanem Spokojnym w Malibu w Kalifornii.

## Filmografia

### Filmy fabularne
- 1947: The Beginning or the End jako Bombardier, Enola Gay
- 1951: Dzień, w którym zatrzymała się Ziemia jako operator radiowy
- 1952: Back at the Front jako Johnny Redondo
- 1952: Bonzo Goes to College jako Ronald Calkins
- 1953: Karciarz z Missisipi (The Mississippi Gambler) jako Andre
- 1953: The Golden Blade jako Krzykacz miejski Bagdadu
- 1953: Człowiek z Alamo (The Man from the Alamo) jako sierżant
- 1953: Take Me to Town jako Bohater w programie
- 1953: Należysz do mnie (All I Desire) jako Kontroler biletów
- 1955: Usłyszeć muzykę (Sincerely Yours) jako Dick Cosgrove
- 1955: Seven Angry Men jako Salmon Brown
- 1955: The Last Frontier jako porucznik Benton
- 1958: Znak Zorro (The Sign of Zorro) jako Don Diego de la Vega / Zorro
- 1958: Zorro, the Avenger jako Zorro
- 1962: Książę i żebrak (The Prince and the Pauper, TV) jako Miles Hendon
- 1962: Damon i Pytiasz (Il Tiranno di Siracusa) jako Damon
- 1963: Kapitan Sindbad (Captain Sindbad) jako kpt. Sindbad

### Seriale TV
- 1957–59: Zorro jako Don Diego de la Vega / Zorro
- 1964: Bonanza jako Will Cartwright
- 1965-68: Zagubieni w kosmosie (Lost in Space) jako prof. John Robinson